# Fehérszárnyú trupiál
A fehérszárnyú trupiál (Icterus icterus) a madarak osztályának verébalakúak (Passeriformes) rendjébe, azon belül a csirögefélék (Icteridae) családjába tartozó faj.
Ez a faj Venezuela nemzeti madara.

## Rendszerezése
A fajt Carl von Linné svéd természettudós írta le 1766-ban, még a sárgarigófélék (Oriolidae) családjába tartozó Oriolus nembe Oriolus icterus néven, innen helyezték jelenlegi helyére. Alfajai egy részét önálló fajjá nyilvánították.

## Alfajai
- Icterus icterus croconotus (Wagler, 1829)[2] vagy Icterus croconotus[1]
- Icterus icterus icterus (Linnaeus, 1766)
- Icterus icterus jamacaii (Gmelin, 1788)[2] vagy Icterus jamacaii[1]
- Icterus icterus metae W. H. Phelps Jr & Aveledo, 1966
- Icterus icterus ridgwayi (Hartert, 1902)
- Icterus icterus strictifrons Todd, 1924[2]

## Előfordulása
Aruba, Bonaire, Sint Eustatius, Curaçao, Puerto Rico, Trinidad és Tobago, az Amerikai Virgin-szigetek, Kolumbia és Venezuela területén honos.
Természetes élőhelyei a szubtrópusi és trópusi száraz erdők, cserjések és szavannák, valamint ültetvények és vidéki kertek. Állandó, nem vonuló faj.

## Megjelenése
Átlagos testhossza 27 centiméter, testtömege 58,5-67,3 gramm. Nagy testalkatú madár hosszú farokkal. Feje és mellkasa fekete, hasa, háta és a farok alja narancssárga. Szárnya fekete, amelyben egy fehér csík található. Szeme sárga és körülötte található egy virító kék csupasz bőr.
|  |

## Életmódja
Ízeltlábúakkal, kisebb gerincesekkel, gyümölcsökkel, magvakkal és nektárral táplálkozik.

## Szaporodása
Szaporodási ideje márciustól decemberig tart. Nem készít saját fészket, más üres fészkeket foglal el. Területét és fészkét vadul védi. Fészekalja 3–4 tojásból áll, melyből 2 hét után kikelnek a fiókák.

## Természetvédelmi helyzete
Az elterjedési területe nagyon nagy, egyedszáma pedig stabil. A Természetvédelmi Világszövetség Vörös listáján nem fenyegetett fajként szerepel.